# Леслі Грін
Леслі Грін (англ. Leslie  J. M. Green; нар. 1918) — провідний вчений у сфері аналітичної філософії права.

## Біографія
Народився в місті Брідж оф Вейр, гр. Ренфруширі у Шотландії, навчався в Королівському університеті у Канаді, і Наффілдському коледжі в Оксфорді; під керівництвом професорів Чарльза Тейлора і пізніше Джозефа Раза він захистив свою дисертацію, яка стала основою книги «The Authority of the State».
У 2006 році був обраний професором у галузі філософії права в Оксфордському університеті, що передбачало наукове співробітництво в коледжі Балліола. Також у Балліолі отримав статус професора після того як зі свого поста пішов Джозеф Раз. Був одним з двох професорів з юриспруденції в Оксфорді, іншим був Джон Гарднер. У той же час Грін працював на неповну ставку професором і заслуженим науковцем у галузі філософії права в Університеті Квінс. Грін також є помічником професора в Університеті МакМастер.
До цього Грін більшу частину своєї кар'єри викладав у юридичній школі Осгуд Холл Йоркського університету в Торонто. Він також викладав у Лінкольнському коледжі, Оксфорд, в Boalt Hall Law School при Каліфорнійському університеті, Берклі; в юридичній школі Чиказького університету, і протягом декількох років регулярно запрошувався як професор-консультант до юридичної школи Техаського університету в місті Остін. Він був запрошеним як науковий співробітник у Центрі Колумбійського університету з питань права та філософії, а також був членом Hauser Global Faculty юридичної школи Нью-Йоркського університету.

## Наукові погляди
Грін пише про політичну філософію, правові зобов'язання і владу, правове обґрунтування, а також про моральні і політичні проблеми, пов'язані зі статевою відмінністю. Його робота відстоює існування дивовижних сполучень ідей. Він є захисником правового позитивізму який стверджує, що існує багато необхідних зв'язків між правом та мораллю. Він заперечує існування загального обов'язку підкорятися праву, але вважає, що всі правові системи є цінними з моральної точки зору і потребують захисту там, де вони існують і створені і де — ні. Він є ліберальним в статевій етиці та стверджує, що статева об'єктивація іноді є позитивним явищем.

## Праці
- The Authority of the State. Oxford: Clarendon Press, 1988. ISBN 0-19-824926-8.
- The Duty to Govern, in: Legal Theory, Bd. 13 (2007), Nr. 3-4, S. 165—185.
- Jurisprudence for Foxes, Oxford Legal Studies Research Paper Nr. 22/ 2012; SSRN [Архівовано 27 грудня 2015 у Wayback Machine.].